# Sentier de grande randonnée 52
Le sentier de grande randonnée 52 traverse les Alpes-Maritimes en passant par le parc national du Mercantour.
Il débute à Saint-Dalmas de Valdeblore et se termine à Menton. Il passe par Le Boréon, la Madone de Fenestre, la Vallée de la Vésubie, les Lacs Long, du Basto et de la Muta, la Vallée des Merveilles, la Vallée de la Roya, les granges du Colonel, le Mangiabo, Sospel, le col du Razet, Colla Bassa et le col du Berceau.